# Château de Bellevue (Berlin)
Pour les articles homonymes, voir Château de Bellevue.

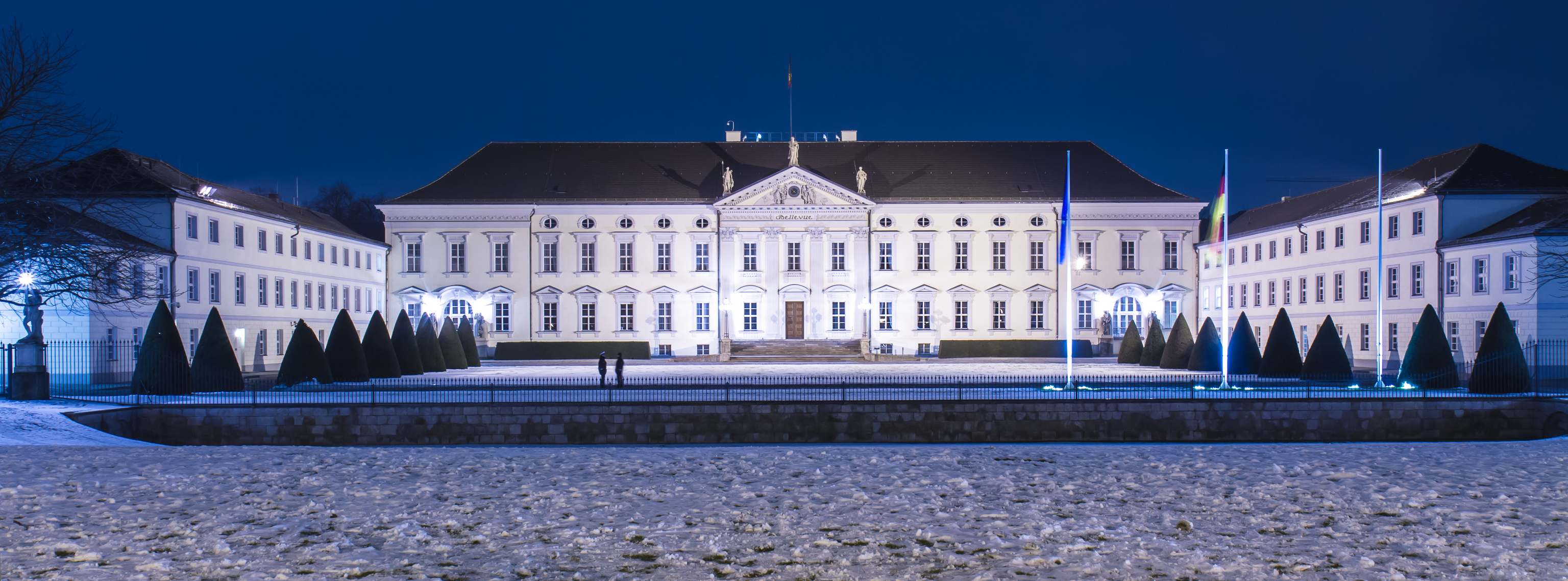
Le château Bellevue, de nuit.

Le château de Bellevue (Schloss Bellevue en allemand) est la résidence officielle du président fédéral d'Allemagne, située au nord-ouest du parc de Großer Tiergarten sur le bord de la Spree, à proximité du palais du Reichstag, de la colonne de la Victoire et de la porte de Brandebourg, à Berlin, capitale de l'Allemagne. 
Construit à partir de 1786 pour Auguste Ferdinand de Prusse qui en fit sa résidence d'été, il est sévèrement endommagé, puis partiellement détruit en 1945, à la fin de la Seconde Guerre mondiale. Reconstruit entre 1954 et 1959, il est réquisitionné par la République fédérale d'Allemagne qui en fait une résidence présidentielle secondaire. Après la réunification de l'Allemagne, le palais devient dès 1994 le siège officiel de la présidence fédérale.

## Histoire
Le château de Bellevue fut construit en 1785 par l'architecte Philipp Daniel Boumann sur une commande du prince Auguste Ferdinand de Prusse, qui était le frère cadet de Frédéric le Grand, celui-ci désirant posséder une résidence d'été. Le choix du prince se porta sur un emplacement bordant le Spreeweg, à l'endroit où cette artère franchit la Spree sur le Lutherbrücke. Il existait déjà en ce lieu une maison construite en 1743 pour l'architecte Georg Wenzeslaus von Knobelsdorff. 
Jusqu'en 1861, le bâtiment fait office de palais royal. 
En 1935, le château accueille provisoirement le musée d'ethnographie. En 1938, le château devient la résidence officielle des hôtes du Führer. En avril 1945, le château, siège de l'état-major allemand, est endommagé lors de la bataille de Berlin par l'Armée rouge.
Après la guerre, il fait l'objet de restauration : l'intérieur est remanié (cependant on conserve le grand salon ovale d'apparat conçu par Carl Gotthard Langhans en 1791) ; l'extérieur est reconstruit comme à l'origine.
En 1959, Bellevue devient officiellement la résidence secondaire officielle du président fédéral, lorsque celui-ci séjourne à Berlin-Ouest (la résidence principale à Bonn est la Villa Hammerschmidt). Enfin, après la réunification, Bellevue devient en 1994, le siège officiel de la Présidence fédérale. 
Cependant, seul Roman Herzog a effectivement habité au château. Ses appartements ont depuis été transformés en bureaux de sorte que le président ne peut plus en faire sa résidence. Pour se loger, le chef de l'État et sa famille disposent de la villa Wurmbach, dans le quartier de Dahlem. Bellevue est utilisé pour diverses cérémonies, et pour y prononcer généralement ses allocutions télévisées.

## Particularités

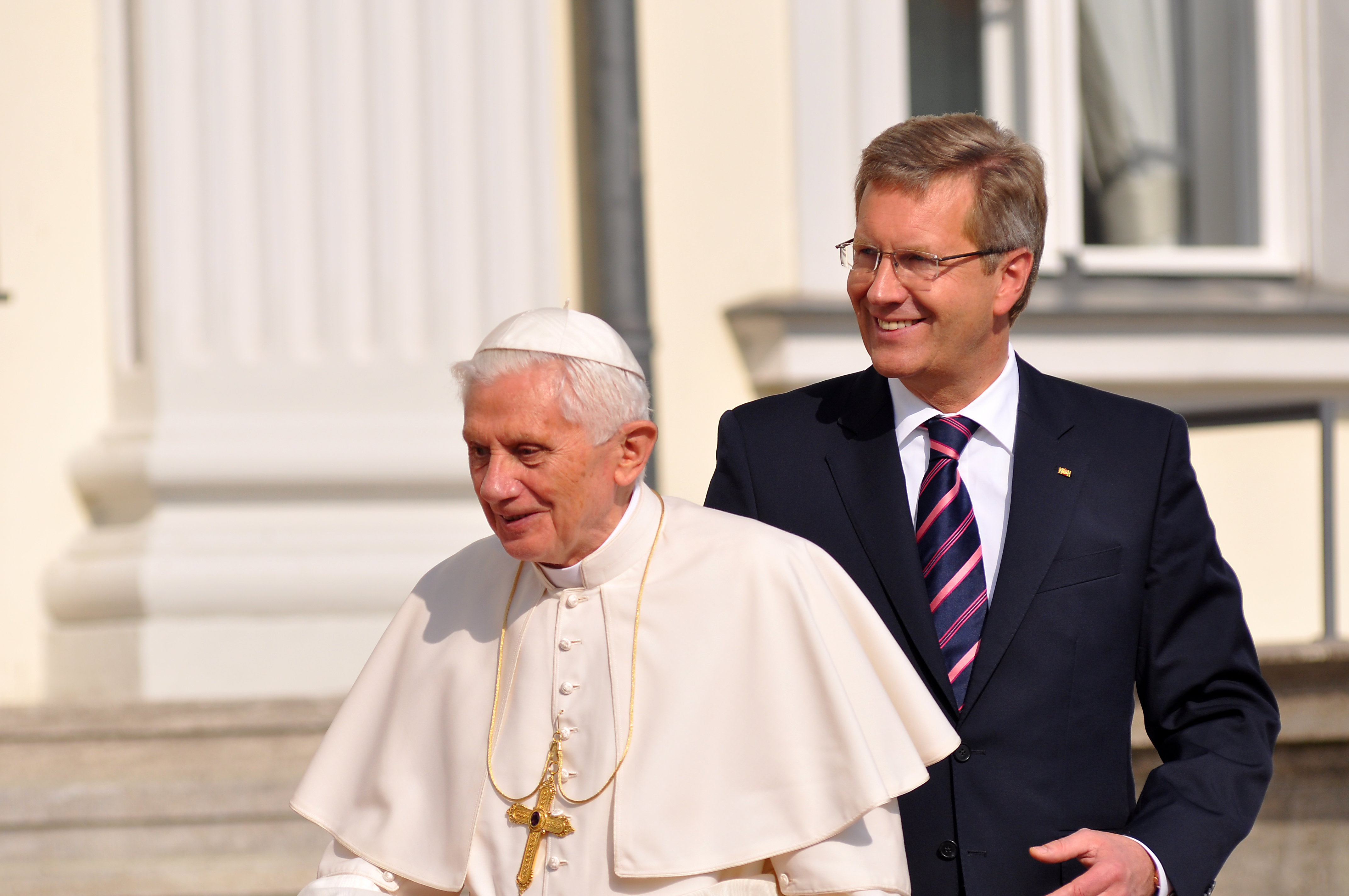
Accueil du pape Benoît XVI
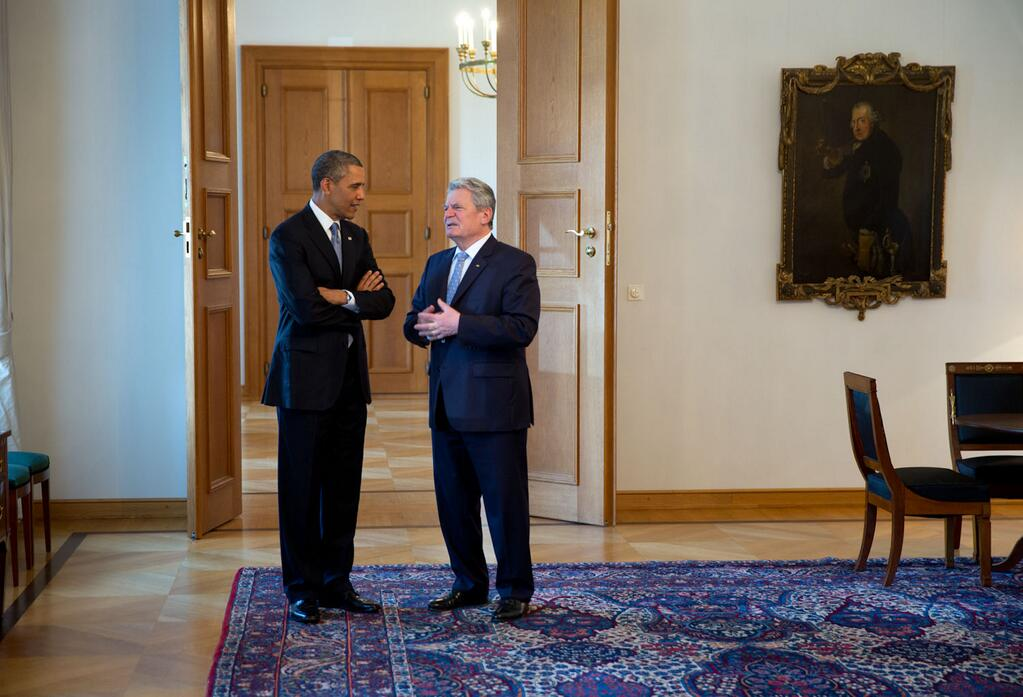
Accueil du président Barack Obama
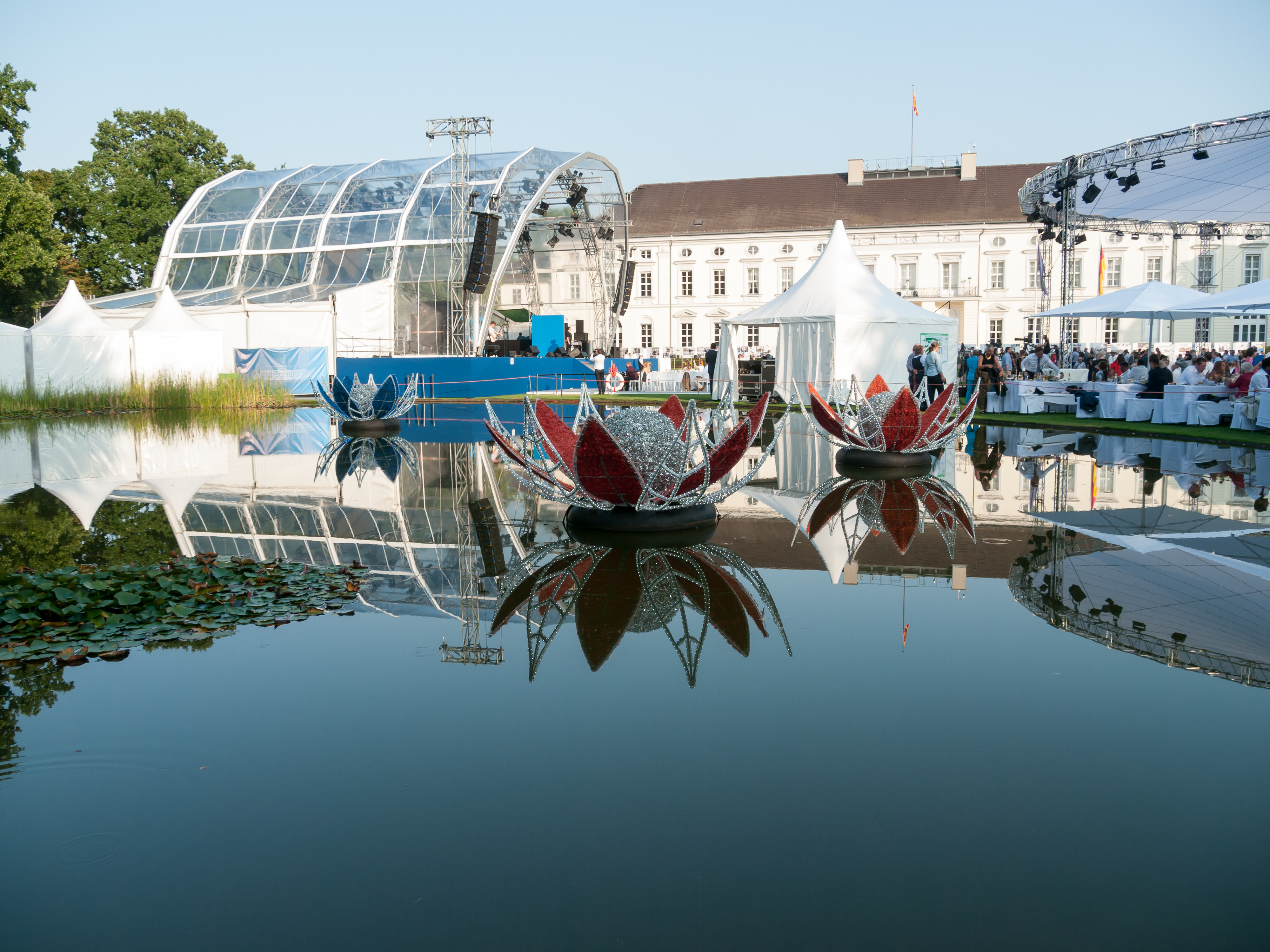
Fête de la ville en 2019
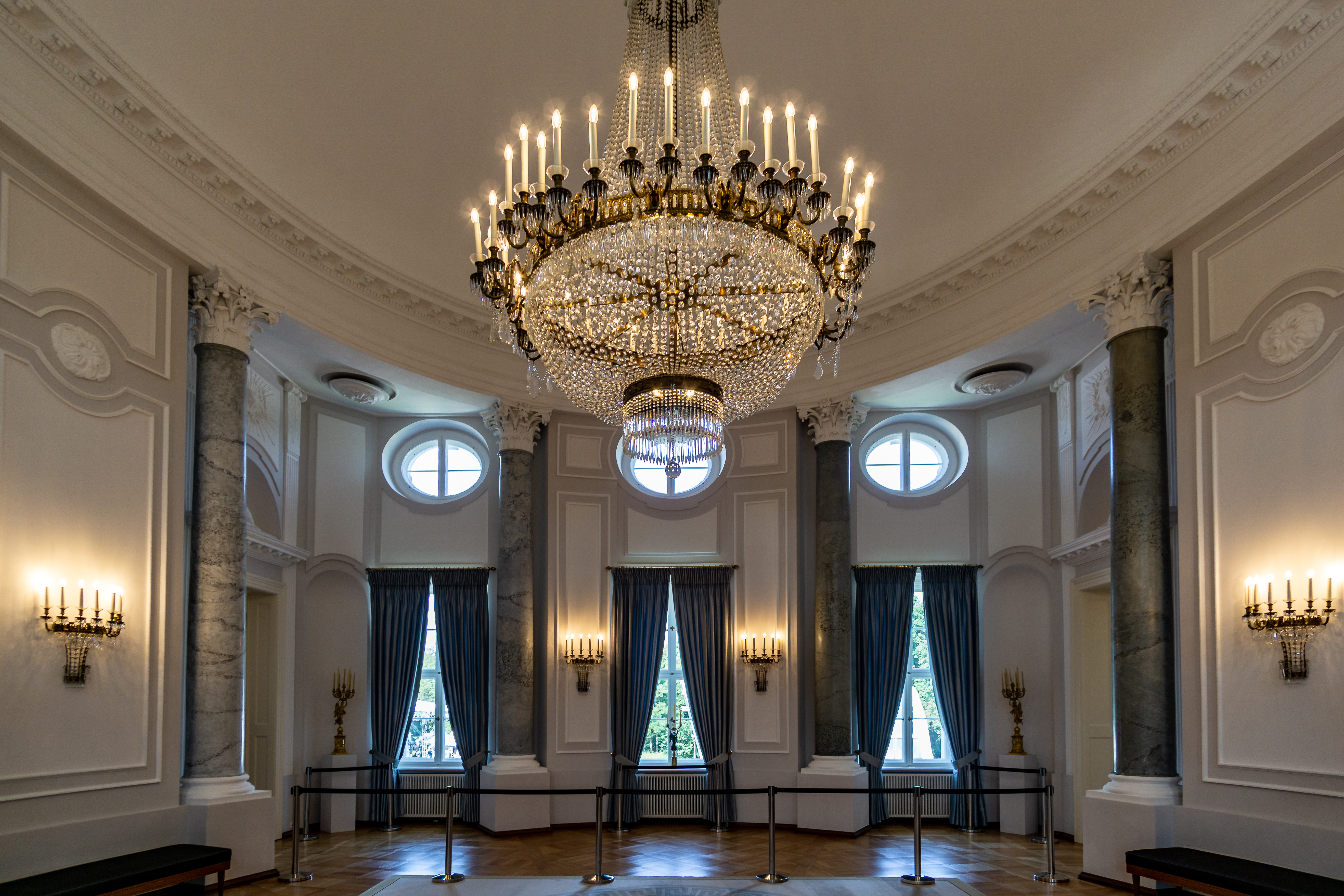
Salle Langhans au rez-de-chaussée
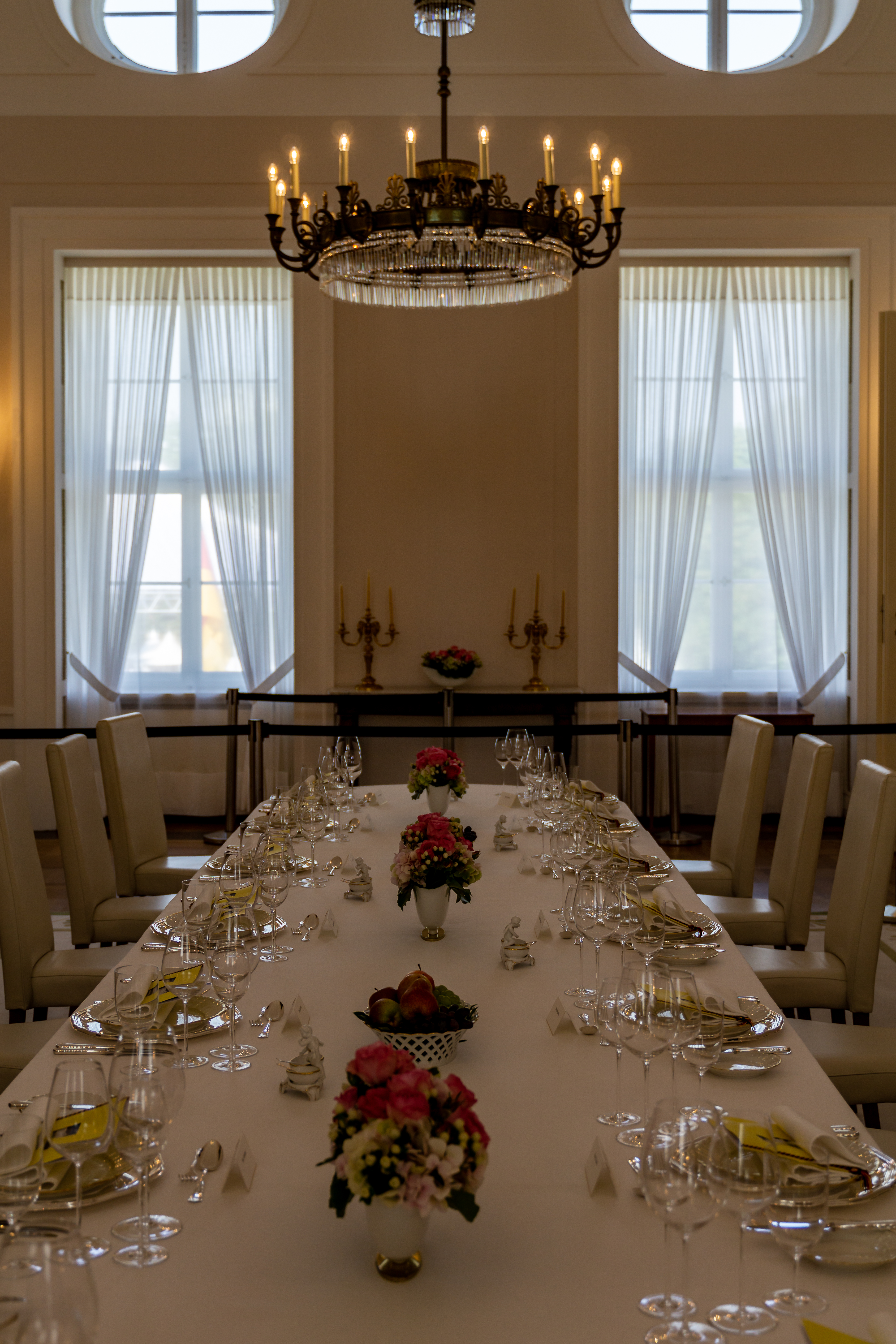
Salle Schinkel.
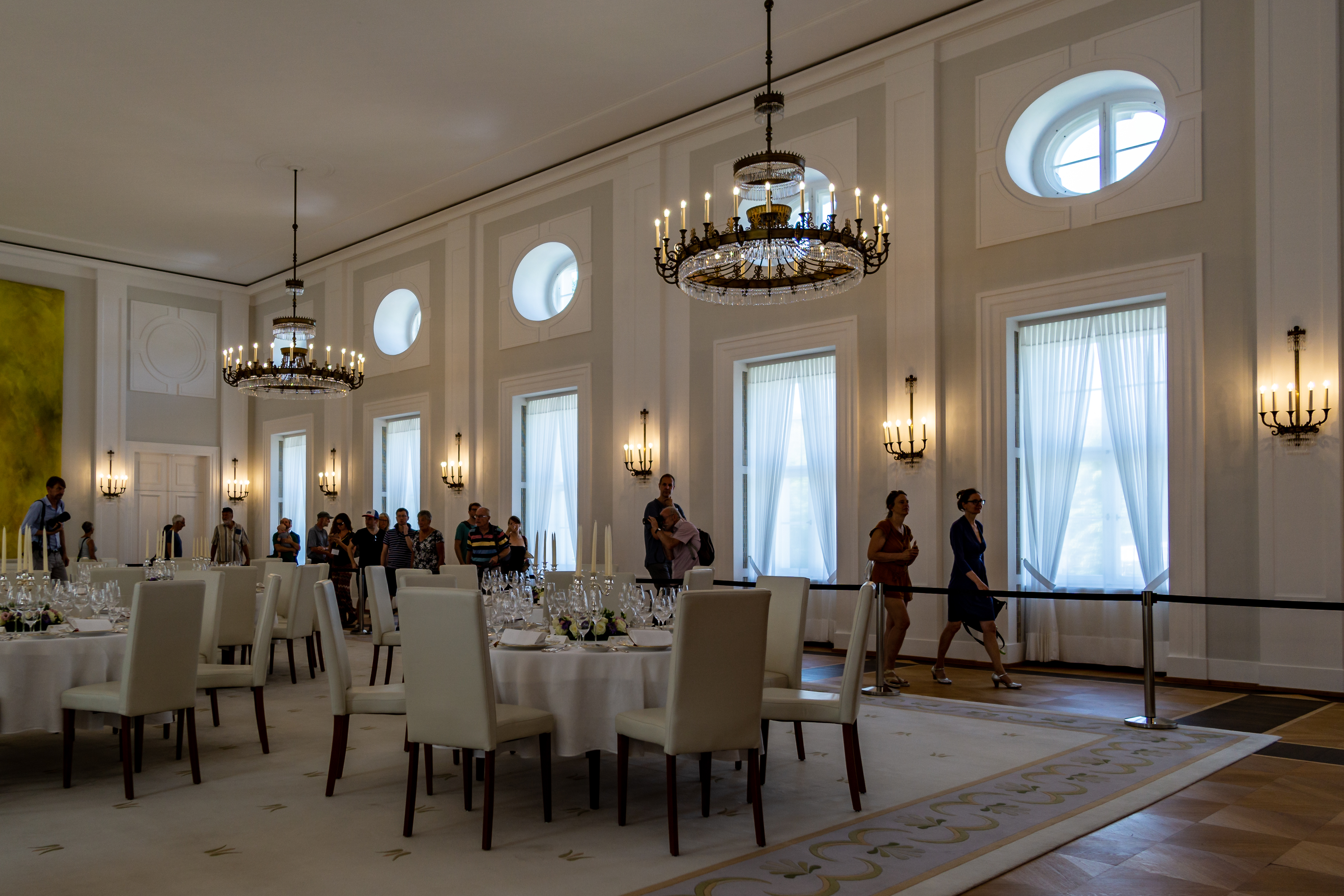
Dîner d'apparat dans la grand-salle.
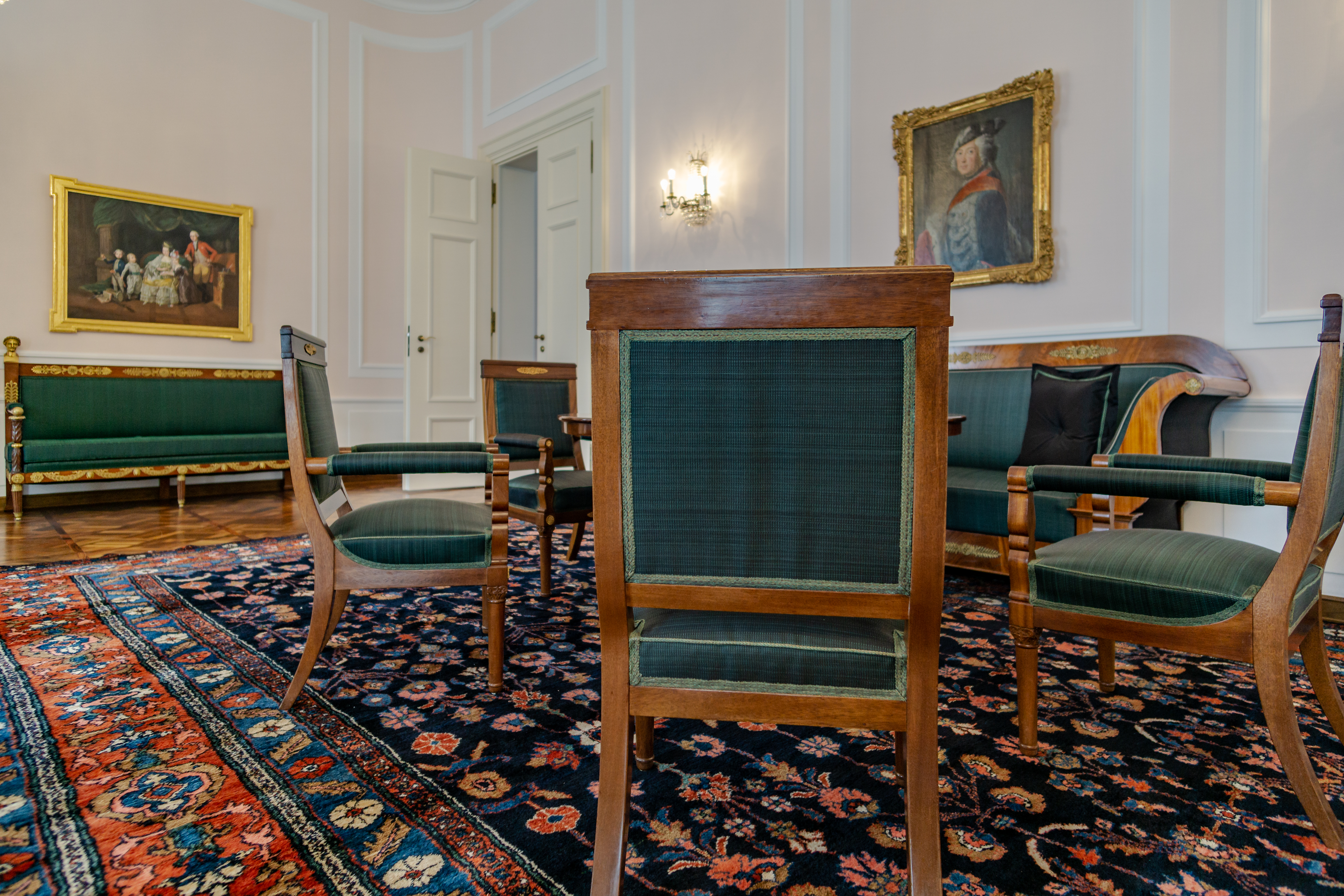
Salon Ferdinand
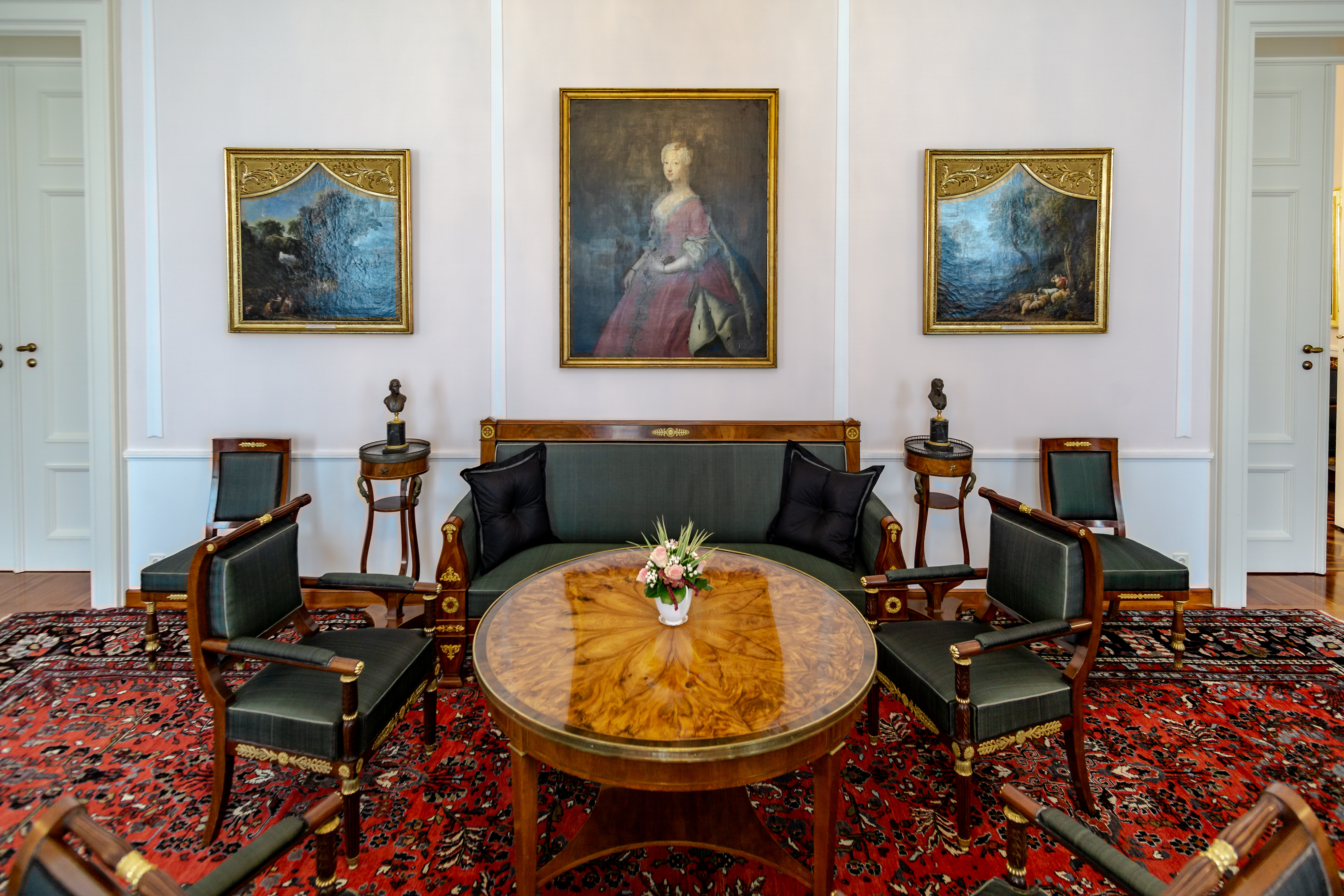
Salon de la princesse Louise

- Le château jouxte un parc de vingt hectares, dont la partie ouest est constitué d'un parc à l'anglaise. Il fut le premier bâtiment de style néo-classique construit dans le royaume de Prusse.
- Le château présidentiel se visite lorsque le président fédéral n'y réside pas.